# Ramciel
Ramciel es una ciudad situada al norte del Estado de Lagos en Sudán del Sur, la cual será sede de la futura capital nacional en reemplazo de Yuba. John Garang, el primer presidente de la Región Autónoma del Sudán del Sur, supuestamente quería situar la capital nacional en Ramciel durante su administración, pero falleció antes de que Sudán del Sur lograra la independencia, y su ciudad más grande, Yuba, se convirtió en la capital.

## Toponimia
El nombre "Ramciel" es de origen Dinka el cual significa "lugar central de la unión".

## Geografía
Ramciel se ubica a unos 226 kilómetros (140 mi) al norte de Yuba. Actualmente no hay ninguna carretera firme que conecte a Juba con Ramciel, sin embargo, se estima que se necesitaran al menos de tres horas de viaje por una carretera en mal estado hasta Yuba. En condiciones ideales, probablemente se necesitarían alrededor de tres horas para viajar hasta Rumbek y hasta seis horas hasta Wau desde Ramciel.
El pantano más extenso del mundo, el Sudd, se sitúa en medio del estado sursudanés de Bahr el Ghazal y el Gran Alto Nilo, lo que hace imposible la comunicación directa por carretera entre las 4 ciudades ubicadas en los puntos contrarias del Sudd; de ahí, surge la necesidad de realizar la ruta en la cual se rodeé el pantano, lo que actualmente hace que tanto Malakal como Bentiu sean inaccesibles por carretera desde el sur y el oeste durante la temporada de lluvias, de junio a noviembre. 
Los habitantes de Ramciel son principalmente Dinkas. Ramciel se ubica en el territorio del condado de Yirol Este, en el estado de Lagos. La tierra se utiliza para pastoreo y cultivo durante la estación seca y en las marismas del Nilo durante la estación húmeda. Se han realizado informes contradictorios sobre si es apropiado para la construcción a gran escala, algunos caracterizan el área como bosques y pastizales, y otros sostienen que las tierras altas rocosas pueden sustentar una ciudad importante si se construyera allí. La zona está situada en la orilla occidental del río Nilo.

## Propuesta de capital nacional
A inicios de febrero de 2011, el entonces Gobierno Autónomo de Sudán del Sur adoptó una solución para hallar una nueva capital para la nación que tenía en planes la independencia. Ramciel fue una de las dos ubicaciones propuestas para la futura nación. El gobernador de Lagos, Chol Tong Mayay, visitó Ramciel a finales de mes (febrero) para llamar la atención sobre su candidatura a ser el lugar de la nueva capital. "El difunto Dr. John Garang prometió la construcción de Ramciel como capital de Sudán del Sur y tenerla aquí será un sueño hecho realidad", sin embargo, el mismo falleció 5 años antes de la independencia del país (31 de julio de 2005).
Justo antes de la independencia de Sudán del Sur en julio de 2011, un portavoz del gobierno afirmó que el gobierno federal del país aun estaba considerando construir una nueva capital en Ramciel.  El 2 de septiembre, el gabinete federal votó a favor de designar a Ramciel como el lugar para una ciudad planificada, que se demarcaría del estado de Lagos. El entonces ministro de Información, Barnaba Marial Benjamín, declaró que la medida probablemente tardaría entre tres y cinco años en completarse y se llevaría a cabo por etapas. 
El vicepresidente Riek Machar afirmó a mediados de diciembre de 2011 que el gobierno de Sudán del Sur estaba planeando construir un importante aeropuerto internacional en una zona de libre comercio el cual se establecería en Tali Payam del condado de Terkeka, que limita con el condado de Awerial (Aliab) al suroeste, aproximadamente a 50 kilómetros de Ramciel. Machar sugirió que este aeropuerto podría manejar el tráfico que tenían grandes aviones de carga para los cuales otros aeropuertos regionales no estaban diseñados, un activo que sería vital para hacer realidad la visión de Machar de que Sudán del Sur se convirtiera en un centro comercial en el centro del continente africano. Machar también visitó Kenisa (panhom), donde se construirá el puerto.
Existen informes contradictorios sobre la idoneidad de Ramciel como capital. Según un estudio de viabilidad de 2006, la zona corre riesgo de inundaciones y pantanos, por lo que no es adecuada para la construcción de una ciudad más grande. Sin embargo, otras fuentes afirman que el terreno está compuesto de roca sólida y está rodeado por cinco colinas que protegen la ciudad de las inundaciones del Nilo.
En 2012 se asignó un contrato para hacer dos estudios, uno de ellos, un estudio de viabilidad del sitio. La zona propuesta ha sido visitada en varias ocasiones por el vicepresidente Riek Machar.
En febrero de 2017, Sudán del Sur firmó un acuerdo con Marruecos para la construcción de Ramciel. El rey marroquí Mohammed VI se comprometió a financiar las necesidades técnicas y financieras del proyecto, comenzando con estudios de viabilidad que costarán aproximadamente 5 millones de dólares. El desarrollo de un plan maestro integral, cuya duración prevista es de 15 meses, incluirá la delimitación de zonas para edificios gubernamentales clave, carreteras, mercados, y zonas residenciales.
El Frankfurter Allgemeine Zeitung informó en 2018:

Los críticos consideran la idea de una nueva capital de Sudán del Sur en medio del bosque, en un lugar donde no hay líneas eléctricas ni carretera si ni siquiera unas pocas casas es una locura al menos para un país desesperadamente pobre que se dice que le debe a China 1200 millones de dólares.